# August Breimer
August Wilhelm Breimer (* 12. Juni 1845 in Beerfelden; † 24. April 1900 ebenda) war ein hessischer Politiker (NLP) und Abgeordneter der 2. Kammer der Landstände des Großherzogtums Hessen.
August Breimer war der Sohn des Bierbrauers und Gastwirts Johann Heinrich Breimer und dessen Frau Anna Marie, geborene Kumpf. August Breimer, der evangelischer Konfession war, heiratete Maria Katharina geborene Lehr. Auch ihr Sohn Heinrich Breimer wurde später Landtagsabgeordnete.
August Breimer war wie sein Vater Bierbrauereibesitzer in Beerfelden.
In der 26. bis 31. Wahlperiode (1888–1900) war August Breimer Abgeordneter der zweiten Kammer der Landstände des Großherzogtums Hessen. In den Landständen vertrat er den Wahlbezirk Starkenburg 1/Beerfelden-Hirschhorn-Wimpfen. In der 26. Wahlperiode rückte er für Wilhelm Voerg in den Landtag nach. Nach seinem Tod 1900 rückte in der 31. Wahlperiode Georg Ludwig Schubart für ihn ins Parlament nach.